# Płastun

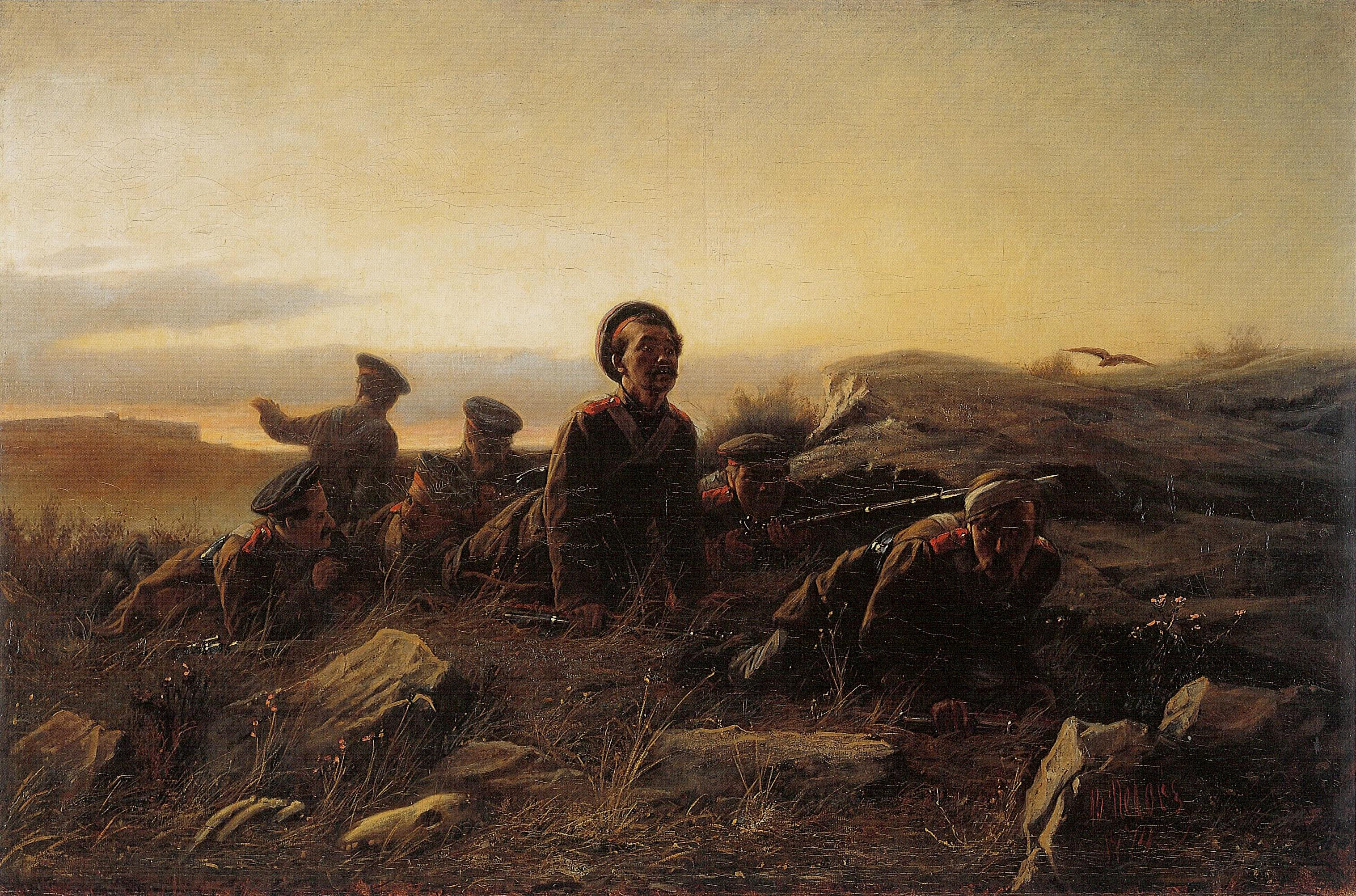
Zwiad płastunów pod oblężonym Sewastopolem (mal. Wasilij Pierow, 1874)

Płastun (ukr. пластун) – w wojskach kozackich żołnierz wyspecjalizowany w akcjach zwiadowczych i działaniach rozpoznawczych. 
Oddziały złożone z takich zwiadowców istniały początkowo w wojskach Kozaków czarnomorskich, w XIX i XX wieku także w wojskach Kozaków kubańskich.
Podczas II wojny światowej w Armii Czerwonej sformowano 9 Płastuńską Krasnodarską Ochotniczą Dywizję Strzelców, której żołnierzy Niemcy nazywali „rzezimieszkami Stalina”. W wojskach niemieckich korzystano z podobnych oddziałów w składzie XV Kozackiego Korpusu Kawalerii SS.
Największa ukraińska organizacja harcerska Płast swoją nazwę wywodzi od płastunów kozackich. W obecnych czasach na Ukrainie „płastun” oznacza członka organizacji Płast, czyli harcerza.